# Летний вечер в Скагене. Жена художника и собака на берегу
Летний вечер в Скагене. Жена художника и собака на берегу (дат. Sommeraften ved Skagen. Kunstnerens hustru med hund ved strandkanten) — картина датского художника Педера Северина Кройера, написанная в 1892 году.

## Контекст
Педер Северин Кройер родился в 1851 году в Ставангере (Норвегия), но детство провёл у своей тёти в Копенгагене (Дания). Получив художественное образование, в период с 1877 по 1881 год при поддержке покровителя Генриха Гиршпрунга, Кройер побывал в Нидерландах, Бельгии, Франции, Испании и Италии, где познакомился с творчеством старых мастеров. Уже будучи известным художником, в 1882 году, находясь в Вене (Австрия), Кройер встретился с Микаэлем Анкером. Анкер поселился в Скагене в 1874 году, а затем женился на местной художнице Анне Брённум, дочери владельца единственной гостиницы в деревне, в которой проходили творческие собрания членов местного художественного сообщества, известного как «Скагенские художники». Кройер впервые приехал в Скаген в 1882 году, и его присутствие не осталось незамеченным со стороны членов сообщества, пригласивших его в свои ряды. Это было вызвано плачевным состоянием датского изобразительного искусства после окончания «золотого века», и Кройер в этом отношении виделся многими как знаменосец возрождения датской школы. В 1883 году он уехал во Францию, где находясь под влиянием импрессионизма, создал собственный стиль, впоследствии приобретя в Дании репутацию реалиста, в особенности благодаря изображению сцен на пляже, оживленных встреч художников, рыбаков. Он не случайно привлёк внимание «скагенских художников», отвергнувших Королевскую академию и выступавших против картин только для удовольствия богатых, полагая, что искусство должно показывать реальную и тяжёлую жизнь обычного человека, обременённую бедностью, болезнями и опасностями на повседневной работе в море. Очарованный Скагеном, его пейзажем и жизнью народа, Кройер каждое лето снова приезжал туда, проводя остальное время в путешествиях или в Копенгагене, где имел студию. В Скагене он начал изучать просторы неба, песка и моря, дрейфуя в своём творчестве к символизму. Летом 1889 года, после женитьбы на художнице Марии Трипке, встретившейся ему в Париже, Кройер окончательно обосновался в Скагене, став одним из заметных членов «скагенских художников».
Мария родилась в 1867 году в обеспеченной немецкой семье, проживающей в Копенгагене. С раннего возраста она стремилась стать художником и после частного обучения она отправилась в Париж, чтобы продолжить учебу. Именно там, в начале 1889 года, она встретила Кройера, влюбившегося в неё, и, хотя он был на 16 лет старше её, они поженились тем же летом. В 1891 году они поселились в Скагене, где Кройер мог писать портреты Марии как в помещении, так и на природе, особенно на пляжах. Проводя каждое лето 1890-х годов в Скагене, Кройер чувствовал, что Мария является источником вдохновения для него, часто цитируя Джона Китса — «Красота есть правда, правда это красота». В 1895 году Мария родила дочь Вибеке. Она осталась с отцом в Скагене, после того как Мария и Педер развелись в 1906 году, из-за его проблем с психическим здоровьем. В 1912 году Мария вышла замуж за шведского композитора Хуго Альвена, тоже очарованного её красотой. Считается, что к тому времени, несомненно обладающая колористическим и эстетическим чувствами Мария уже прекратила рисовать, возможно из-за самокритики, а также встречи с Кройером, которого считала гораздо более талантливым художником. Однако некоторые из её работ тем не менее сохранились.

## Описание
Картина размером 206 на 123 сантиметров написана маслом на холсте. Мария Кройер изображена в профиль, стоящей в белом платье на песке у моря, её грустное лицо и яркие одежды светятся под заходящим солнцем. Картина входит в целый ряд произведений, в которых Кройер попытался изобразить свет и настроение на берегу Скагена, в тот момент, который он называл «синим часом» — короткий период в сумерках, когда свет бросает синий оттенок на пейзаж. Отражение луны добавляет ощущение глубины в плоский фон, представляющий собой в основном монолит синего моря. Хотя Мария изображена на высоте зрителя, линия горизонта располагается над её головой, и её сияние особенно подчёркнуто по сравнению с приглушенным, почти монохромным пейзажем.

## Критика

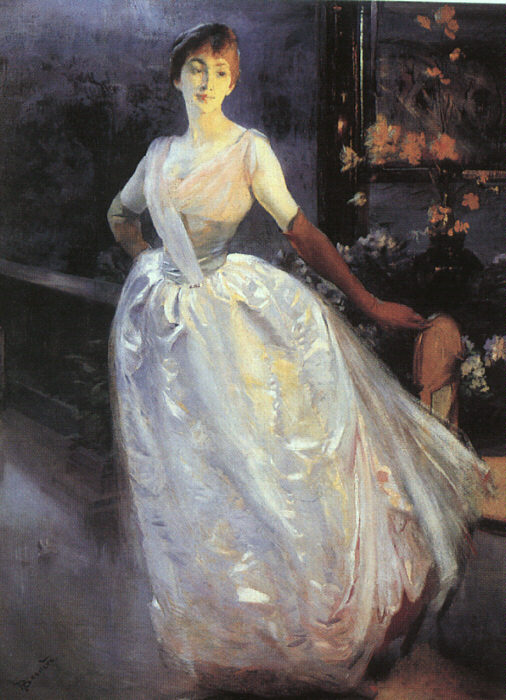
Портрет мадам Роже Журден, Поль Альбер Бенар, 1886 год

Картина была выставлена в 1893 году на Свободной выставке, где получила смешанные отзывы. Карл Хартман из консервативного издания «Nationaltidende» назвал портрет красивым и отметив, что «так хорошо, что он бросает… облагораживающий свет на всю коллекцию», а Иоганн Йоргенсен из «Politiken» утверждал, что зритель быстро устал от картины, так как изображённая на ней Мария «не в состоянии пробудить любое настроение», цвет в некоторых местах, «отчетливо неприятный», а собака, Рэп, является «уродливой и неприятной для созерцаемого животного». Критики на Салоне-дю-Шамп-де-Марс в Париже в 1894 году, выразили энтузиазм по поводу использованием Кройером цветовой палитры, будучи в то же время поражёнными плоскостностью композиции. Французские критики, видевшие картину на Же-де-Пом в Париже в 1928 году, сравнили её с работами импрессиониста Поля Альбера Бенара, в частности с портретом мадам Роже Журден, и один из них высказал мнение, что сравнение показало «победное» влияние французской школы.

## Последующая судьба
После демонстрации картины на Свободной выставке в 1893 году, летом того же года она была показана на выставке в Мюнхене, а затем сразу со стенда продана немецкому поклоннику искусства. По этому поводу у Кройера были смешанные чувства, так как он хотел чтобы портрет висел в датском музее, однако был рад, что его картина привлекла такое внимание и большое количество восторженных отзывов в Германии, кроме того, она была продана на 1000 крон дороже, чего он не смог бы достичь в Дании. Хотя картина больше не принадлежала Кройеру, он выставил её на Салоне-дю-Шамп-де-Марс в 1894 году. В 1900 году он получил письмо от владельца картины банкира Стейнбарта, предложившего ему купить портрет. После этого Кройер поговорил с Генрихом Гиршпрунгом, организовавшим покупку картины Якобом Якобсеном для его Новой глиптотеки Карлсберга в начале 1902 года. В 1937 году картина была продана в Скагенский музей, где и находится до сих пор.